# Dieci tribù perdute d'Israele
Con la locuzione dieci tribù perdute d'Israele si intende comunemente l'insieme delle tribù che avevano formato il Regno di Israele, cioè la parte settentrionale di quello che secondo la Bibbia fu il regno davidico, sul cui conto la Bibbia stessa cessa bruscamente di dare informazioni a partire dall'Esilio babilonese.
Il numero dieci non ha comunque il significato preciso di dieci unità (tali tribù erano in effetti nove), ma identifica una moltitudine, o meglio, una globalità: secondo l'interpretazione religiosa, tutto Israele è andato disperso, tutto, tranne un piccolo resto, poche persone, ma attraverso le quali Dio esprime ed esprimerà la sua potenza.
Sebbene il popolo d'Israele riconosciuto tale sia composto da esponenti di tutte le tribù, comunque in modo sparso, i testi della Tradizione ebraica affermano che con l'avvento dell'era messianica l'interezza del popolo verrà restaurata con il ritorno delle 10 tribù rimaste disperse per tutto il mondo. Anche oggi sono molti i Rabbini che si impegnano nella ricerca dei gruppi ancora rintracciabili.

## "Resto d'Israele" e tribù "perdute"
A seguito della distruzione del Regno d'Israele prima, e del Regno di Giuda poi, una parte della popolazione di religione ebraica di entrambi i regni fu deportata dai conquistatori.
Parte dei giudaiti, dei leviti e dei beniaminiti fece ritorno a Gerusalemme, e vi costruì il secondo Tempio. Definirono se stessi come il cosiddetto Resto d'Israele.
Un'altra parte scelse di rimanere nei paesi di nuovo insediamento, gettando le basi per le comunità ebraiche "babilonesi" che avrebbero avuto un ruolo importante nell'ebraismo dei secoli successivi.
La Bibbia, nel suo racconto, cessa di preoccuparsi della sorte di quanti erano venuti meno al patto con Dio. Il punto di vista della redazione post-esilica della Bibbia vuole quindi esprimere unicamente il destino divino del resto d'Israele.
Le perdute tribù furono:
- Rubeniti
- Daniti
- Neftaliti
- Gaditi
- Aseriti
- Issacariti
- Zabuloniti
- Efraimiti
- Manassiti

Secondo la maledizione riportata in Genesi 49,5-7, sorte simile a queste nove tribù ebbero i simeoniti: Simeone infatti scomparve già all'epoca del profeta Samuele (intorno al X secolo a.C.), e il suo territorio, il più meridionale, era stato inglobato in quello di Giuda.
In Apocalisse 7, Dan e Efraim sono le uniche due tribù non menzionate fra quelle che alla fine dei tempi avranno la salvezza (12 000 per ognuna delle dodici tribù di Israele). Nel racconto sono presenti alla visione anche uomini in vesti bianche di tutte le lingue e popoli della terra morti per la loro fede durante il periodo della Grande Tribolazione, che sono riferibili a priori anche a singoli individui delle tribù di Dan e Efraim.

Anche nell'Antico Testamento si fa riferimento per queste due tribù a una dispersione definitiva, senza ritorno in Israele fino alla fine dei giorni. L'omonima città di Dan sorgeva nel punto più a settentrione di Israele, e qui (e a Betel, estremo sud del Regno) re Geroboamo fece costruire il vitello d'oro. Dopo avere adorato il vitello d'oro, commettendo peccato di idolatrìa contro il Dio dell'Antico Testamento, le tribù di Dan e Efraim sarebbero state disperse da Israele con la promessa che non avrebbero fatto mai più ritorno in queste terre (1Re 12:26-33; 15:20; 2Re 10:29).
Per i leviti, che condivisero la stessa maledizione di Simeone, invece le cose andarono meglio e la loro dispersione, divisione (questo il significato della parola ebraica levi) venne convertita in un privilegio (non più diviso, ma separato, prescelto): solo i Leviti infatti potranno diventare sacerdoti officianti il culto di Dio.

## Il punto di vista storico
Di tutto il Regno d'Israele, solo una frazione della popolazione fu deportata: l'entità esatta è oggetto di dispute fra gli storici, tuttavia il re assiro Sargon II si vanta in una sua iscrizione di avere deportato dal regno in tutto 27.290 persone, quindi palesemente non l'intera popolazione. In questi casi in genere venivano deportati solo gli artigiani e l'élite aristocratica: sicché i poveri, am 'aaretz, furono lasciati in patria come braccianti e contadini sottomessi all'élite straniera.
Nel territorio settentrionale rimase pertanto sempre una popolazione di fede yahwista, come attestato anche dalla Bibbia. Tale popolazione discendeva palesemente dalle popolazioni ebraiche del Regno del Nord: l'archeologia non ha infatti riscontrato dopo la conquista assira una cesura generale della cultura materiale, pur registrando le distruzioni belliche e una catastrofica diminuzione del numero di abitanti e insediamenti.
Questa popolazione dei "rimasti" (che all'epoca del ritorno generalizzato dei deportati dagli assiri e dai babilonesi potrebbe forse essere stata rafforzata dal ritorno in patria dei discendenti degli esiliati) si mescolò col tempo con i gruppi non ebraici e non yahwisti, che a loro volta erano stati deportati nel territorio dell'ex Regno di Israele (e dei quali restano tracce archeologiche), formando i samaritani.
La Bibbia racconta (spiegandolo con l'effetto di una "visione" mandata da Dio) di come anche i nuovi venuti adottarono il culto di Dio che era stato delle popolazioni del luogo. Questa assimilazione degli elementi stranieri, però, lungi dall'essere giudicata positivamente, è anzi deprecato da una parte rilevante dei redattori post-esilici dei libri biblici. Fu infatti proprio questa mescolanza di popoli e lingue, secondo la visione purista ed esclusivista di questi redattori, a costituire la "perdita" di tali popolazioni, cioè l'allontanamento dal "vero" culto di Dio (quello officiato sul Tempio di Gerusalemme).

### Racconto biblico e ricostruzione storica
Dunque, nella descrizione di quanto accadde in questo periodo la ricostruzione storica e il racconto biblico divergono:
- Secondo la ricostruzione storica, le popolazioni ebraiche dell'ex Regno di Israele (i Samaritani) non cessarono mai di considerarsi ebrei (se non addirittura i "soli veri" ebrei) e di praticare la religione yahwista, arrivando a convertire ad essa le popolazioni non-yahwiste deportate nel loro territorio. Esse continuavano a seguire le prescrizioni mosaiche sulla base del testo del Pentateuco, si consideravano discendenti dirette di Abramo e quindi eredi del suo patto allo stesso titolo dei Giudei, e arrivarono a costruire sul Monte Garizim un proprio Tempio per venerarvi Dio.
- Secondo il racconto biblico, invece, l'ex Regno di Israele fu totalmente svuotato attraverso la deportazione dalle popolazioni ebraiche (la cui sorte fu quella di essere, appunto, "tribù perdute", svanite nel nulla); al loro posto furono mandati popoli "stranieri". La conversione degli stranieri al culto di Dio non ne fa assolutamente degli ebrei, dato che essi non discendono da Abramo e non hanno quindi ereditato l'alleanza che Dio ha stretto esclusivamente coi suoi discendenti. Solo i Giudei sono "veri" ebrei, e solo il culto del Tempio di Gerusalemme è legittimo. Oltre a ciò lo stesso yahwismo samaritano è per lo meno dubbio, essendo aperto da parte giudaica ad accuse di sincretismo, quando non addirittura di idolatria pura e semplice.

## Evoluzione, non sparizione
La sparizione della menzione delle tribù dal testo biblico è un dato di fatto, a cui corrisponde un effettivo avvenimento storico: la sparizione dell'organizzazione tribale, causata però non dalla deportazione, bensì dall'evoluzione sociale.
Nel nuovo mondo degli imperi mesopotamici le tribù avevano infatti perso le loro funzioni sociali, al punto che almeno due tribù (Simeone e Giuseppe) scompaiono spontaneamente dalla Bibbia ancora prima dell'Esilio babilonese e di una, quella dei Leviti, gli storici dubitano che sia mai esistita come entità tribale vera e propria, essendo piuttosto una corporazione funzionale, cioè più una casta che una tribù in senso antropologico.
La direzione dell'evoluzione storica, che favoriva entità statuali centralizzate e unitarie al posto delle federazioni tribali dell'epoca precedente, è mostrata del resto dal fatto che perfino una delle due tribù superstiti del Regno di Giuda, quella di Beniamino, scomparve spontaneamente, fondendosi con quella di Giuda.
In altre parole le tribù non furono "perdute", nel senso comunemente inteso nel linguaggio corrente, secondo cui le popolazioni che le componevano andarono "smarrite" nel calderone di popoli dell'Esilio, bensì si estinsero da sé (sul suolo stesso di Samaria e di Giuda) in quanto formazioni sociali superate. La popolazione che aveva composto le tribù non "scomparve" alla loro scomparsa, ma continuò ad abitare sulle terre che occupava da secoli, ma con un'organizzazione sociale di tipo differente.

## Il punto di vista religioso
La Bibbia identifica nel ritorno di un "resto" purificato di Giuda e Beniamino un preciso piano divino. Solo questo "resto", temprato e purificato dalla prova/punizione dell'esilio, era destinato a ristabilire l'alleanza con Dio e il suo culto, a Gerusalemme.
Questo punto di vista (che prevalse non senza contrasti e che comunque impiegò un lungo periodo di tempo per risultare vincente) pone implicitamente il problema della sorte di quanti non fecero parte del "resto", di coloro cioè che furono appunto "perduti", o per meglio dire che furono esclusi da questo progetto.
La curiosità verso la sorte per la parte "perduta" dell'ebraismo è precedente all'era moderna (se ne trova traccia già nel Libro di Esdra), ma fu soprattutto con il cristianesimo, una religione fortemente inclusiva e proselitistica, che l'ideologia dei rimpatriati dall'Esodo (base del Giudaismo successivo) apparve incomprensibile per il suo inflessibile esclusivismo.
Nacque così la leggenda delle dieci tribù "perdute", che spiegava la sparizione dalla storia ebraica di una parte consistente delle popolazioni non con la loro esclusione e con la loro trasformazione in "altro" (cioè nei Samaritani), bensì con un trasferimento fisico da Israele verso un mitico e non specificato "altrove", accompagnato da una "dimenticanza" delle proprie origini e, cosa ben più grave, dall'apostasia da Dio e dalla conversione a culti non ebraici, forse.
Questo mito ha avuto un importantissimo ruolo fondativo in molti fenomeni religiosi, per lo più di derivazione cristiana, che si sono presentati come il "ritorno" di una o più "tribù perdute".

## Discendenza dalle tribù perdute
Fra le plurime motivazioni di fondo che, a partire dall'espansione geografica del Giudaismo dopo il periodo della cattività babilonese, hanno determinato ulteriori rivendicazioni di discendenza dalle "tribù perdute", si possono rammentare le seguenti:
- Dall'epoca ellenistica l'ebraismo avviò un lungo periodo di grande fervore nel proselitismo. Numerosi furono i popoli che si convertirono al Dio unico dei Giudei: in ogni parte dell'area mediterranea, sino alla Arabia e, oltre, sull'altipiano etiopico connesso alla Arabia Felix. Allora si creò una costellazione di nuove popolazioni di fede giudaica che facevano dell'identico credo un elemento decisivo di coesione, a prescindere dall'ascendenza etnica. Facile quindi, in tale clima, che alcuni di questi popoli (dai berberi nordafricani ai beduini arabi) iniziassero a presentarsi come i discendenti, in un modo o nell'altro, di una delle "tribù perdute".
- Tra la fine dell'VIII secolo e l'inizio del IX secolo il khan e i nobili Cazari si convertono all'ebraismo, imitati da una parte della popolazione. Questa conversione di massa fu palesemente un tentativo di sottrarsi ai tentativi di influire politicamente sull'impero cazaro attraverso la religione. Il Khanato si trovava infatti stretto tra l'Islam ad est ed il Cristianesimo ad ovest. Benché anche qui non si sia mancato di parlare, in seguito, di discendenza dalle "tribù perdute", l'origine proselitistica (e non etnica) del regno ebraico cazaro è un dato storico indiscutibile. Più corretta quindi l'azzeccata definizione coniata da Arthur Koestler nella sua celebre monografia sul regno ebraico cazaro: "La tredicesima tribù".
- Gli etiopi sono un popolo prevalentemente cristiano. Ma fin dal XV secolo esistono testimonianze che parlano di ebrei neri, i Falascia. Non si distinguono dalle popolazioni delle terre di cui sono originari né per la lingua né per i tratti, ma solo per la religione professata. Sono anch'essi i discendenti della grande stagione del proselitismo ebraico e si pensa discendano da popolazioni ebraiche del periodo della tarda Diaspora mescolatesi a proseliti indigeni. Anch'essi sono stati identificati come una delle "tribù perdute d'Israele", tuttavia il loro caso è diverso, in quanto si tratta di un gruppo che non ha mai perso né il culto (per quanto in forma impoverita e contaminata da elementi cristiani, che hanno fatto tentennare a lungo sull'effettiva ebraicità dei Falascià) né l'identità ebraica, e che quindi non è mai stato "perduto". Per questo la loro piena ebraicità è stata infine riconosciuta alla fine del XX secolo, permettendo loro l'emigrazione in Israele.
- Una forte comunità ebraica si stabilì nell'800 in Giappone, a Kōbe, a Sud dell'isola di Honshū. Anche per spiegare le origini di questa popolazione si è parlato di una "tribù perduta"[2].
- In epoca più vicina a noi i Mormoni, che si dicono discendenti sempre della tribù di Beniamino, identificano negli indiani d'America i discendenti non delle dieci "tribù perdute", ma di un altro gruppo ebraico: i Nephiti", gruppo di cui non c'è traccia nella Bibbia, ma cui parla il loro libro di Mormon. Per questo la loro religione ha sempre avuto un atteggiamento di attenzione verso le popolazioni dei Nativi americani.
- il Rastafarianesimo è una religione che considera i neri i figli diretti di Re Davide, poiché gli Africani, nella loro concezione, sono tutti Etiopi, che secondo la Bibbia discendono da re Salomone, giudeo, e dalla regina di Saba, etiope (in realtà araba yemenita). Non si tratta quindi in senso stretto di una tribù "perduta", quanto di una indifferenziata discendenza "dimenticata".
- Nel best seller Il santo Graal di Michael Baigent, Richard Leigh e Henry Lincoln, si pretende i Franchi essere diretta discendenza della tribù (peraltro mai "perduta") di Beniamino, mentre i loro sovrani Merovingi addirittura di essere i discendenti divini di Gesù e della Maddalena (era questo il "Sang Réal", "sangue Regio", che divenne poi il "Santo Graal" delle leggende medievali). Si tratta di un libro del 1982 che ha dato lo spunto a moltissimi altri testi sulla "linea di sangue del Graal", ma non è suffragata da alcuna fonte storica a parte l'ovvia citazione della famosa leggenda medievale dello sbarco della Maddalena in Francia, resa popolare da Jacopo da Varazze nella Legenda Aurea.

## La riscoperta delle tribù perdute
La riscoperta delle tribù perdute ha trovato negli ultimi decenni una nuova linfa in alcuni ambienti religiosi ebraici, che pensano di poter recuperare le tribù perdute e farle tornare in Israele.
In questo contesto, il recupero di popolazioni di origine ebraica (pur non facendo parte della tradizione ebraica ortodossa) rafforzerebbe la presenza ebraica in Israele, con immissioni di popolazioni del Terzo Mondo ad elevato tasso di natalità ed estremamente interessate e motivate ad emigrare in un Paese del Primo Mondo.
Questo piano ha suscitato una ferma opposizione anche all'interno dello stesso mondo ebraico, in quanto spesso le popolazioni che si proclamano di origine ebraica sono in realtà fazioni dissidenti di contesti cristiani, auto-identificatesi col popolo ebraico attraverso la lettura della Bibbia cristiana. Il sospetto è che dietro la pretesa di ascendenza ebraica ci sia solo il desiderio di emigrare in un Paese sviluppato per migliorare le proprie condizioni di vita.
Questo non ha impedito che proseguisse la ricerca dei discendenti delle tribù perdute, e il perfezionamento della loro conversione all'ebraismo come premessa alla loro emigrazione in Israele.
Il dibattito suscitato da questi gruppi spiega comunque l'enorme pubblicistica, sia a stampa sia su Internet, relativa al tema delle "tribù perdute".
I principali gruppi che rivendicano oggi una discendenza da una "tribù perduta" sono:
- Bene Ephraim (India)
- Bnei Menashe (India)
- Ebrei di Persia (che sono pienamente ebrei; in questo caso l'ascendenza si limita a spiegare la loro origine)
- House of Israel (Ghana)
- Igbo (Nigeria, sono di religione cristiana e non si considerano ebrei)
- Lemba (Sudafrica)
- Inoltre i Pashtun afghani e i Kashmir pongono le loro origini leggendarie in una non meglio specificata "tribù perduta d'Israele", ma non si considerano ebrei.

## Il punto di vista sionistico
Che nasca da leggende o da veridicità scientificamente provabili, questo forte sentimento di riabbracciare i propri fratelli perduti ha trovato reale attuazione dal Sionismo in poi, nella costruzione dello Stato di Israele, prima, quindi nell'istituzione dell'Operazione Salomone, che aiutò i Falascia, e infine in Shavei Israel, associazione fondata nel 2004 da un gruppo di Sefarditi, il cui scopo è proprio quello di aiutare “ebrei dispersi” a tornare in Israele.
Un esempio di tale politica, che ha causato anche un incidente diplomatico, riguarda i cosiddetti discendenti della tribù di Manasse, gli Bnei Menashe, "scoperti" qualche anno fa in India. La tribù conta circa 7.000 membri e abita una zona montuosa del NordEst del Mizoram. Il Mizoram è uno Stato a prevalenza cristiana, mentre la maggior parte della popolazione del Manipur è indù.
All'inizio del XX secolo, i membri della tribù si erano convertiti al cristianesimo. Nel 2006 i rabbini sefarditi inviati da Israele hanno seguito la conversione dei tribali e li hanno dichiarati “discendenti di ebrei”.
La maggioranza della popolazione non conosce la lingua ebraica, ma i riti che officiano sono stati giudicati analoghi a quelli praticati in Israele.
Dopo 27 secoli son pronti per essere accolti in Eretz Yisrael, nonostante le proteste – anche a livello diplomatico – di Nuova Delhi, che ha chiesto ufficialmente al governo israeliano di far cessare le attività di proselitismo sul proprio suolo.